# Arturo Bianchi
Arturo Bianchi Gundián (Santiago, 18 de noviembre de 1897-ibíd., 1946) fue un arquitecto y político chileno. Militante socialista, fue ministro de Estado del presidente Pedro Aguirre Cerda.
Su hermano Manuel también fue ministro de Aguirre Cerda, específicamente de Relaciones Exteriores.

## Biografía
Hijo de Ernesto Bianchi Tupper, quien fue intendente de Colchagua y ministro de la Corte de Apelaciones de Santiago, y Laura Gundián Sierralta.
Estudió arquitectura en la Universidad de Chile, donde fue presidente del centro de alumnos de su carrera y vicepresidente de la Federación de Estudiantes de la Universidad de Chile (FECh) en 1919.
Se casó con Lucía Castro Montt.

## Carrera política
Militó en el grupo Orden Socialista, fundado en 1931, donde fue uno de sus principales dirigentes. Formó parte de la fundación del Partido Socialista de Chile (PS) en 1933, partido donde integró el comité central por varios períodos.
Fue ministro de Fomento (actual ministro de Obras Públicas) del gobierno del radical Pedro Aguirre Cerda entre el 24 de diciembre de 1938 y el 28 de septiembre de 1939.
En 1942 asumió como primer vicepresidente del recién fundado Colegio de Arquitectos de Chile.